# Поморская гребная регата
Поморская гребная регата — ежегодный фестиваль поморской культуры в посёлке Умба Мурманской области.
Проводится в акватории Малой Пирь-губы. Впервые фестиваль был проведён в 1998 году, с тех пор гребная регата стала символом посёлка. Организаторами мероприятия выступают администрация Терского района и комитет по физкультуре, спорту и туризму администрации Мурманской области. В соревнованиях могут принять участие все желающие от 16 лет и старше, имеющие деревянную лодку (карбас, подъездок) или взявшие её напрокат у местных жителей и предварительно подавшие заявку в оргкомитет. Постоянными гостями и участниками фестиваля являются команды из Мурманской области, Москвы, стран Скандинавии.
Участники регаты соревнуются в четырёх номинациях:
- гонки на четырёхвёсельных карбасах (6 км)
- гонки на двухвёсельных лодках-подъездках (3 км)
- женские гонки на двухвёсельных лодках-подъездках (3 км)
- эстафета.

В программу фестиваля входят также «Поморские игрища» — состязания по шахматам; турнир силачей; подтягивание на перекладине; заплыв моржей; борьба на руках; выставление сетей.
Фестиваль «Поморская гребная регата» являлся номинантом в конкурсе «7 чудес на краю света».